# Гапочка
Гапочка (на англ. Gapochka) — український інді-гурт, створений у 2008 році.

## Історія
Гурт з'явився у 2008 році, коли вокалістка гурту Катя Гапочка, приїхавши з Хмельницького навчатись до київської консерваторії, вирішила зібрати свій гурт.
Перший склад гурту був укомплектований за два дні, а компанію у першому складі Каті склав барабанщик гурту Артем Угодніков, який приїхав навчатись до Києва з Кропивницького.
У цей час до гурту приєднався Єгор Гавриленко (бас) та Олександр Зброцький (гітара)
Зараз ГАПОЧКА — гурт, який переміг в Global Battle of the Bands і пізнав атмосферу лондонського клубу Scala, в якому виступали The Beatles, а в новітній історії здійснив перехід з формату альтернативного поп-року в ніжне електроакустичне і став одним з унікальних облич нової ери української музики. Голос фронтвумен гурту — Каті Гапочки — належить до десятки голосів нової української музики. Мініальбом «Електроакустика» (2014), другий CD після дебютного «Етап» (2012), став одним із 14 найкращих українських альбомів 2014 року і одним із 8 альбомів молодих українських гуртів, «які вас здивують». Нова ГАПОЧКА — це інді-електронний гурт у новому повноформатному альбомі «Лови мої слова» 2015 для любителів чесної, дієвої і незалежної музики.

### The GBOB

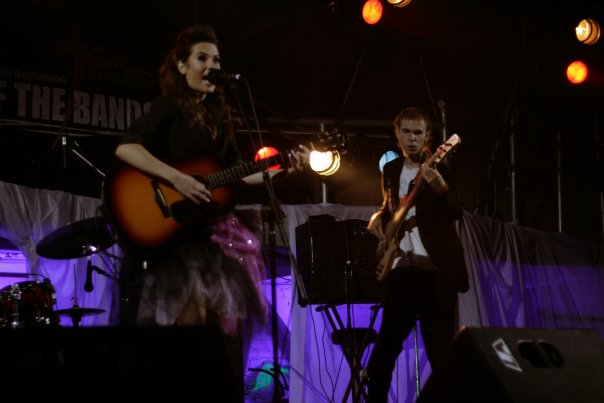
Виступ на GBOB у 2009 році

25 вересня в рамках конкурсу «The Global Battle Of The Bands UA 2008» гурт здобув найвищий результат серед київських команд-учасниць.
У жовтні того ж року «Гапочка» потрапила до національного фіналу «The GBOB». Гурт відмітили особливою нагородою — зйомками першого відеокліпу з ротацією на телебаченні.
У 2009 гурт здобув 1-е місце в національного фіналу «The GBOB» — і у 2010 році представив Україну на світовому фіналі «The GBOB», який відбувся у 27 квітня у Лондоні на одному з престижних концертних майданчиків . На фестиваль приїхали 25 гуртів з різноманітних країн світу: Ізраїль, Казахстан, Німеччина, Румунія, Китай та інші. Першими на сцену клубу Scala вийшов гурт Гапочка. Того дня український гурт потрапив у десятку.

### Нова Гапочка
|  | Гапочка — це сила, ковток свіжого повітря, звук який пронизує своїм безкомпромісним духом, творчість в якій помітна ковтки історії музики — від бітловськіх рифів до відгуків інді-творчості. |

2015—2016 роки для ГАПОЧКИ — кардинально новий етап, що вилився у співпрацю із знаними саунд-продюсерами. Навесні 2012-ого, гурт закінчив роботу над своїм першим альбомом. Це 12 композицій, які об'єднані символічною назвою «Етап». Крім студійної роботи, музиканти продовжують працювати над новими за стилем і звучанням піснями. Ці пошуки вилилися в появу ЕР (Восени 2012). Імпульсивний експеримент музиканти здійснили в тандемі з саунд-продюсером Юрієм Хусточкою («Океан Ельзи», «Esthetic Education») і звукорежисером Іллею Галушко («Esthetic Education»). У 2014 році Гапочка випускає мініальбом «Електроакустика» — добірка свіжих полегшених настроїв від ГАПОЧКИ. І у квітні і 2015 року вийшов повноцінний альбом «Лови Мої Слова» — саунд-продюсер майже усього альбому — Олексій Gorchitza, окрім першого треку «ЛМС» — де хімію доповнив Юрій Хусточка. ГАПОЧКУ виокремлюють не за стильовим особливостям, а за якістю виконання своєї музики на концептуально різних фестивалях. Музичні критики називають «Гапочку» сполученням експресивного драйву «Океану Ельзи» і романтичності «The Kinks». Часто порівнюють вокал з українською «Крихіткою», російською Земфірою, а в музиці знаходять присмак британських Jessie Ware і James Blake. Насправді ГАПОЧКА — настільки гармонійна у своїй музичній силі, що у контексті світового музичного фону сучасні меломани можуть гідно оцінити майстерність музикантів в порівнянні з іншими визнаними не лише Україною, а передусім світом сучасними виконавцями.

## Цікаві факти
- Офіційною датою народження гурту вважається 11 березня 2008 року, коли гурт виступив на сцені Центру сучасного мистецтва Києво-Могилянської академії, але датою появи гурту його учасники вважають рік 2007…
- У першому складі гурту був саксофоніст
- Катя Гапочка посіла 1-е місце у конкурсі «Червона Рута» в номінації «Акустична музика» у 2005 році
- Усі нинішні члени гурту мають музичну освіту (незакінчену, поки що)
- 20 липня гурт отримав II премію на фестивалі «Тарас Бульба».
- Вокалістка — Катя Гапочка — професійно грає на бандурі

## Цитати
|                | Для мене існують залежні люди, які залежать від усього, що відбувається, і незалежні, які керують процесом. Незалежним людям часто стає самотньо. В одних піснях я граю роль незалежної людини, в інших — прошу, щоб мене не ламали і не прогинали. Для мене, з пісні в пісню, йде певний діалог між ними. Наприкінці герой залишається один. |
| — Катя Гапочка | |

|            | І для Гапочки ця справжність проявляється в бажанні постійних змін і творчих пошуків, органічному балансуванні між альтернативним поп-роком, електроакустикою та індітронікою |
| — Muzmapa, | |

## Учасники
- Катя Гапочка (вокал, клавішні)
- Євген Якшин (гітара)
- Олексій Руденко (бас)

## Фестивалі
Гурт виступав на багатьох фестивалях і заходах, серед яких:
| - «Славське Рок» - «Трипільські зорі» - «Яремче рок-фест» - «Бандерштадт» - «Нівроку» - «Червона Рута» - «Отроків» - «DJUICE MUSIC DRIVE» - « ТАРАС БУЛЬБА»-2-га премія - «Серце до серця» - «Підкамінь» - «Чернігівський фест» |  | - «Коломия 2009»(Польща) - «Рок-Січ» - «Мазепа фест» - "The Global Battle of the Bands "(Світовий Фінал в Лондоні 27 квітня 2010) - «ГогольFest-2012-2014» - Razomfest (2015) - Файне місто (2015) - Atlas Weekend (2015) |

## Дискографія

### Студійні альбоми
- Етап (2012)
- Електроакустика (2014)
- Лови Мої Слова (2015)

### Міні-альбоми
- Може Я Дівчина? (2012) ЕР
- «В Крайнощі» (EP 2017)

### Сингли
- Лілії (2016)

## Відеокліпи
| Рік  | Назва пісні   | Режисер(и)         | Посилання            |
| ---- | ------------- | ------------------ | -------------------- |
| 2011 | «Віддай»      | Юлія Рублевська    | [ 8 ]                |
| 2012 | «Сонечко»     | Віктор Придувалов  | [ 9 ]                |
| 2013 | «Дівчина»     | Віктор Придувалов  | [ 10 ]               |
| 2014 | «Зникаю»      | Горностай Катерина | [ 11 ]               |
| 2015 | «Невесомость» | Віктор Придувалов  | [ 12 ]               |
| 2016 | «Монета»      | Юлія Рублевська    | [ 13 ] [ 14 ] [ 15 ] |